# Simone Lichtenstein
Simone Lichtenstein (* 1981 in Rostock) ist eine deutsche Sängerin in der Stimmlage Sopran. Sie ist die Nichte von Romelia Lichtenstein.

## Leben und künstlerisches Wirken
Ihre musikalische Ausbildung begann im Alter von 11 Jahren im Fach Klavier am Rostocker Konservatorium. Ab dem 17. Lebensjahr erhielt sie Gesangsunterricht bei Rosemarie Christmann. Sie studierte von 2000 bis 2001 Gesang bei Sabine Stolpe (Magdeburg), anschließend bis 2005 bei Gisela Burkhard-Mühlbach (Dresden), gefolgt von einem Aufbaustudium im Fachbereich Oper bei Margret Trappe-Wiel (Dresden). Ferner belegte sie noch die Liedklasse bei Olaf Bär und belegte Meisterkurse bei Penka Christova. Im Frühjahr 2009 schloss Simone Lichtenstein ihr Studium  mit dem Solistenexamen ab. Im gleichen Jahr ging sie als Preisträgerin beim Internationalen Gesangswettbewerb Kammeroper Schloss Rheinsberg hervor.
Simone Lichtenstein gastierte an der Staatsoperette Dresden, am Volkstheater Rostock, an den Landesbühnen Sachsen sowie am Staatstheater Kassel. Sie ist festes Ensemblemitglied am Staatstheater Braunschweig. Dort wirkte sie u. a. mit in Wiener Blut als Franziska Cagliari, in Fidelio als Marzelline, in Orlando paladino als Angelica, in Carmen als Frasquita, in der Fledermaus als Adele, in A Midsummer Night’s Dream als Helena, in Falstaff als Nannetta, in Turandot als Liù, in der Zauberflöte als Pamina und in Orpheus und Eurydike als Eurydike. Neben ihrer Bühnenpräsenz widmet sich die Künstlerin noch dem Lied. Diesbezüglich sang sie bei den Händel-Festspielen in Halle.